# April Rose Pengilly
April Rose Pengilly (30 de abril de 1988) es una actriz, presentadora y exmodelo australiana.

## Biografía
Es hija del músico australiano Kirk Pengilly y la diseñadora Karen Hutchinson.
Asistió al "Wenona School", empezó a estudiar actuación en la prestigiosa escuela National Institute of Dramatic Art (NIDA) y en el Actor's Centre Australia.

## Carrera
Comenzó a modelar a los 12 años, April Rose firmó con la agencia de modelaje "Wilhelmina Models" después de graduarse de la escuela secundaria y se convirtió en embajadora juvenil de la colección David Jones Summer en el 2006 junto con Megan Gale.
Ha caminado en busca de los mejores diseñadores durante el "Australian Fashion Week", también ha trabajado con los mejores fotógrafos Rankin, Steven Chee, Nick Scott, Nicole Bentley, Pierre Toussaint, James Demitri y Bradley Patrick y Terry Richardson. 
Apareció en portadas de revistas y en editoriales de "InStyle Australia", "Elle UK", "The Times", "Harper's Bazaar Australia", "Marie Claire", "Oyster", "Seventeen" y "Glitter".
En 2009 fue nombrada embajadora del "L'Oreal Melbourne Fashion Festival" (ahora conocido como "Virgin Atlantic Melbourne Fashion Festival"), junto a los modelos J. Alexander y Doutzen Kroes. 
Ese mismo año apareció como una de las presentadoras del canal Fashion TV para el "London Fashion Week".
Ha sido seleccionada para trabajar con varias marcas, entre ellas fue embajadora del gran almacén australiano "David Jones", el rostro para la colección de teléfonos celulares "Nokia L’amour". También fue embajadora para "Sony", "Barbie" y las piernas de la marca japonesa de medias "ATSUGI". 
En el 2011 comenzó un blog sobre de moda y estilo de vida.
En 2014 participó en el concurso de baile Dancing with the Stars Australia donde participó junto al coreógrafo y bailarín profesional Aric Yegudkin, sin embargo la pareja fue la segunda eliminada durante la tercera semana.
En el 2015 apareció como invitada en la miniserie Peter Allen: Not the Boy Next Door donde dio vida a Tracey.
El 27 de marzo de 2018 obtuvo su primer papel importante en la televisión cuando se unió al elenco principal de la serie australiana Neighbours donde interpreta a la asistente ejecutiva Chloe Brennan, la hermana menor de Mark (Scott McGregor), Aaron (Matt Wilson) y media hermana de Tyler Brennan (Travis Burns)

## Filmografía

### Series de televisión

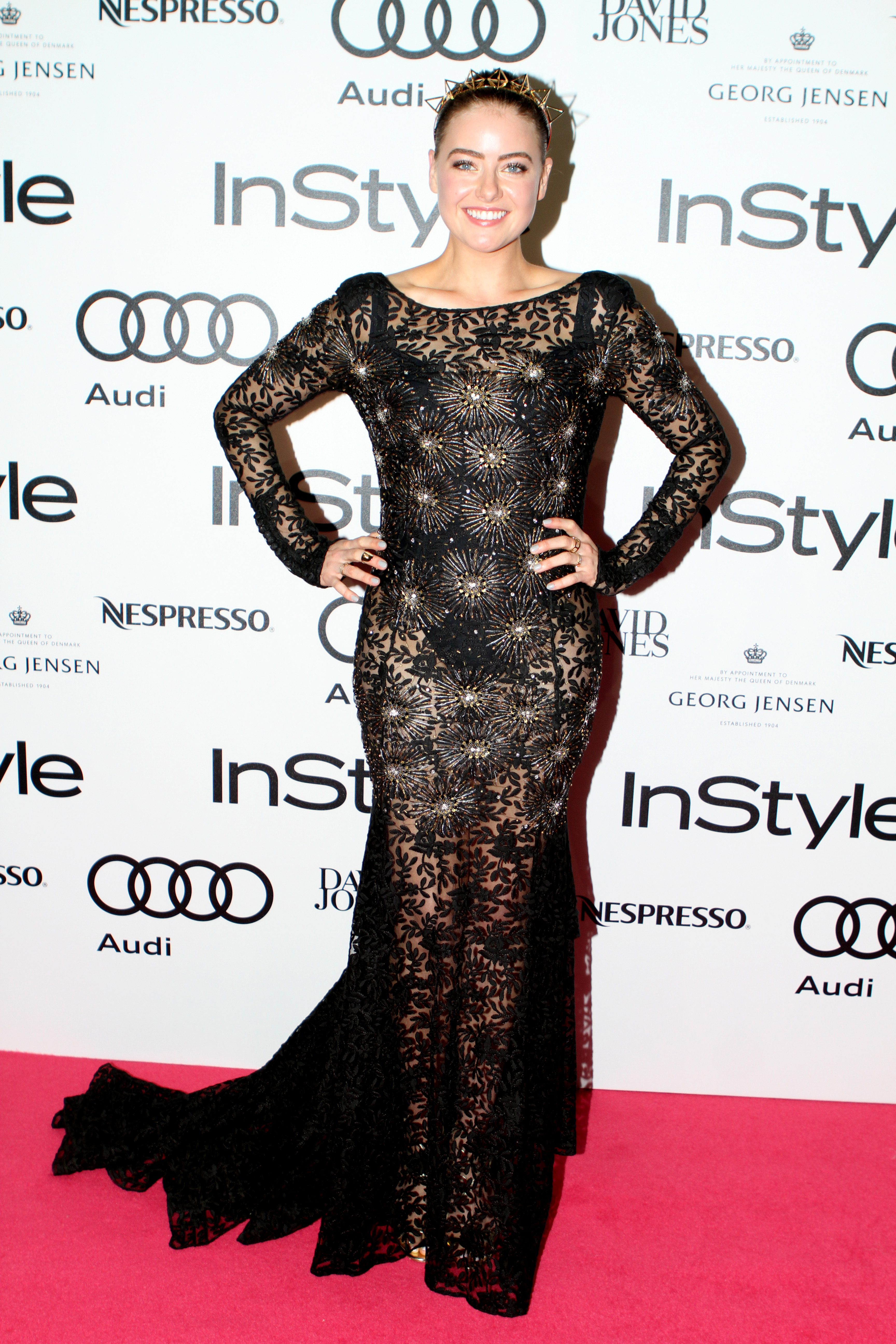
April Rose durante el evento de gala de la alfombra roja de los premios #InStyle and Audi Host Seventh Annual Woman Of Style" en el 2015.

| Año             | Título                             | Personaje     | Notas                   |
| --------------- | ---------------------------------- | ------------- | ----------------------- |
| 2018 - presente | Neighbours                         | Chloe Brennan | 49 episodios            |
| 2016            | Brock                              | Joven Hippie  | ep. #1.1 - miniserie    |
| 2015            | Peter Allen: Not the Boy Next Door | Tracey        | 2 episodios - miniserie |

### Películas
| Año  | Título   | Personaje | Notas                                                                       |
| ---- | -------- | --------- | --------------------------------------------------------------------------- |
| 2018 | Lovelost | Sophie    | corto - junto a Tysan Towney, John McLeod III y Rhys Muldoon                |
| 2016 | Duffy    | Lydia     | corto - junto a Allison Boyd, Aaron Britliff, Zachary Garred y Dean Kyrwood |
| 2016 | Jinxed   | Jane      | corto - junto a Cameron James, Jared Jekyll y Caitlin Caulfield             |
| 2013 | Object   | Modelo    | corto - junto a Boris Brkic                                                 |
| 2013 | LBF      | Tanya     | junto a Bianca Roe, Toby Schmitz, Septimus Caton y Gracie Otto              |

### Presentadora
| Año | Evento              | Canal de Difusión |
| --- | ------------------- | ----------------- |
| -   | London Fashion Week | FashionTV         |

### Apariciones en programas
| Año  | Título                           | Notas                     |
| ---- | -------------------------------- | ------------------------- |
| 2014 | Dancing with the Stars Australia | 3 episodios - concursante |

## Apoyo a beneficencia
April Rose fue embajadora de la organización benéfica "Alzheimer's Australia", sumándola a sus compromisos previos con organizaciones benéficas como "The Eye Foundation", "SunSCHine/Sydney Children's Hospital" y "RSPCA".

## Premios y nominaciones
En el 2014 fue nominada para los Premios Anuales de PETA, "Sexiest Vegetarian Celebrity".